# مهرجان بكين السينمائي الدولي
مهرجان بكين السينمائي الدولي هو مهرجان سينمائي يقام في بكين،الصين.تأسس المهرجان في 2011 بدعم من قبل الحكومة الصينية.يعد المهرجان من أبرز المهرجانات السينمائية في العالم ، وقد حضر منذ انطلاقه بشكل كبير مديرو هوليوود التنفيذيون والمخرجون والمنتجون ورؤساء الاستوديوهات ، بالإضافة إلى صانعي الأفلام والممثلين من جميع أنحاء العالم.ويعتبر مكان دولي للتواصل بين مختلف الثقافات حول العالم.